# Anousjka van Exel
Anousjka van Exel (Heerhugowaard, 5 oktober 1974) is een voormalig tennisspeelster uit Nederland. Zij was actief in het proftennis van 2001 tot en met 2004.
Van Exel debuteerde in 2000 op het ITF-toernooi van Hoorn (Nederland) – zij won meteen de titel, door de Hongaarse Melinda Czink te verslaan.
Van Exel won elf ITF-titels in haar carrière (drie in het enkelspel, acht in het dubbelspel) en bereikte in mei 2002 de honderdste plaats op de wereldranglijst, nadat zij samen met de Zuid-Afrikaanse Natalie Grandin tot de derde ronde van het vrouwendubbelspel op de Australian Open kwam dat jaar.
In april 2004 vertegenwoordigde zij Nederland bij de Fed Cup.
Haar laatste twee ITF-(dubbelspel)titels – in Belfort (Frankrijk) en Bromma (Zweden) – won Van Exel begin 2005, samen met landgenote Michelle Gerards.

## Posities op deWTA-ranglijst
Positie per einde seizoen:
| jaar | rang enkelspel | rang dubbelspel |
| ---- | -------------- | --------------- |
| 2000 | 376            | 505             |
| 2001 | 237            | 152             |
| 2002 | 214            | 113             |
| 2003 | 321            | 170             |
| 2004 | 265            | 191             |

## Resultaten grandslamtoernooien
| Legenda | Legenda                          |
| ------- | -------------------------------- |
| g.t.    | geen toernooi gehouden           |
| l.c.    | lagere categorie                 |
| –       | niet deelgenomen                 |
| G       | uitgeschakeld in de groepsfase   |
| 1R      | uitgeschakeld in de eerste ronde |
| 2R      | uitgeschakeld in de tweede ronde |
| 3R      | uitgeschakeld in de derde ronde  |
| 4R      | uitgeschakeld in de vierde ronde |
| KF      | uitgeschakeld in de kwartfinale  |
| HF      | uitgeschakeld in de halve finale |
| F       | de finale verloren               |
| W       | het toernooi gewonnen            |
| w-v     | winst/verlies-balans             |

### Vrouwendubbelspel
| Toernooi        | 2001 | 2002 | 2003 | w-v |
| --------------- | ---- | ---- | ---- | --- |
| Australian Open | –    | 3R   | 2R   | 3-2 |
| Roland Garros   | –    | 1R   | –    | 0-1 |
| Wimbledon       | –    | 1R   | –    | 0-1 |
| US Open         | 1R   | –    | –    | 0-1 |